# Cymodusa rufiventris
Cymodusa rufiventris är en stekelart som beskrevs av Dbar 1985. Cymodusa rufiventris ingår i släktet Cymodusa och familjen brokparasitsteklar. Inga underarter finns listade i Catalogue of Life.